# Бастомар
Бастома́р (каз. Бастомар) — село в районе Магжана Жумабаева Северо-Казахстанской области Казахстана. Административный центр Бастомарского сельского округа. Код КАТО — 593637100.

## Население
В 1999 году население села составляло 706 человек (348 мужчин и 358 женщин). По данным переписи 2009 года, в селе проживало 564 человека (289 мужчины и 275 женщин).